# Strange Magic
«Strange Magic» es una canción del grupo británico Electric Light Orchestra, publicada en el álbum de estudio Face the Music (1975). La canción, compuesta por Jeff Lynne, fue también publicada como el segundo sencillo del álbum, después de «Evil Woman».
La versión estadounidense del sencillo fue editada a una menor duración, mientras que en el Reino Unido incluyó la misma versión del álbum a excepción de la introducción orquestal. La versión editada para el mercado estadounidense fue recopilada en la reedición de Face the Music en septiembre de 2006 como uno de los temas extra. Una versión remasterizada fue incluida en la caja recopilatoria Flashback (2000).
En 2012, Lynne regrabó la canción y publicó una nueva versión en Mr. Blue Sky: The Very Best of Electric Light Orchestra, un recopilatorio con regrabaciones de canciones de la ELO.
«Strange Magic» fue incluida en los largometrajes Las vírgenes suicidas (Aunque no figura en la banda sonora), Ella Enchanted, Strange Magic y Hunky Dory. La canción fue también interpretada como parte del musical de Broadway Xanadu y apareció en un episodio de la sitcom That '70s Show.

## Posición en listas
| País           | Lista                                      | Posición |
| -------------- | ------------------------------------------ | -------- |
| Australia      | Australian Kent Music Report Singles Chart | 85       |
| Canadá         | RPM Top Singles                            | 20       |
| Francia        | SNEP Singles Chart                         | 10       |
| Reino Unido    | UK Singles Chart                           | 38       |
| Estados Unidos | Billboard Hot 100                          | 14       |
| Estados Unidos | Cash Box Top 100 Singles                   | 15       |
| Estados Unidos | Record World Singles                       | 20       |